# Lizzanello
Lizzanello ist eine süditalienische Gemeinde (comune) in der Provinz Lecce in Apulien. Die Gemeinde liegt etwa 7,5 Kilometer südöstlich vom Stadtzentrums von Lecce im Valle del Cupa. Lizzanello liegt im mittleren Salento.

## Wirtschaft und Verkehr
Lizzanello ist eine Pendlergemeinde für das nahe Lecce. In der Umgebung wird Tabak angebaut. In den vergangenen 50 Jahren ist die Bevölkerungszahl erheblich angestiegen. Westlich der Gemeinde verläuft die Strada Statale 16 Adriatica. Der nächste Bahnhof befindet sich in Lecce.

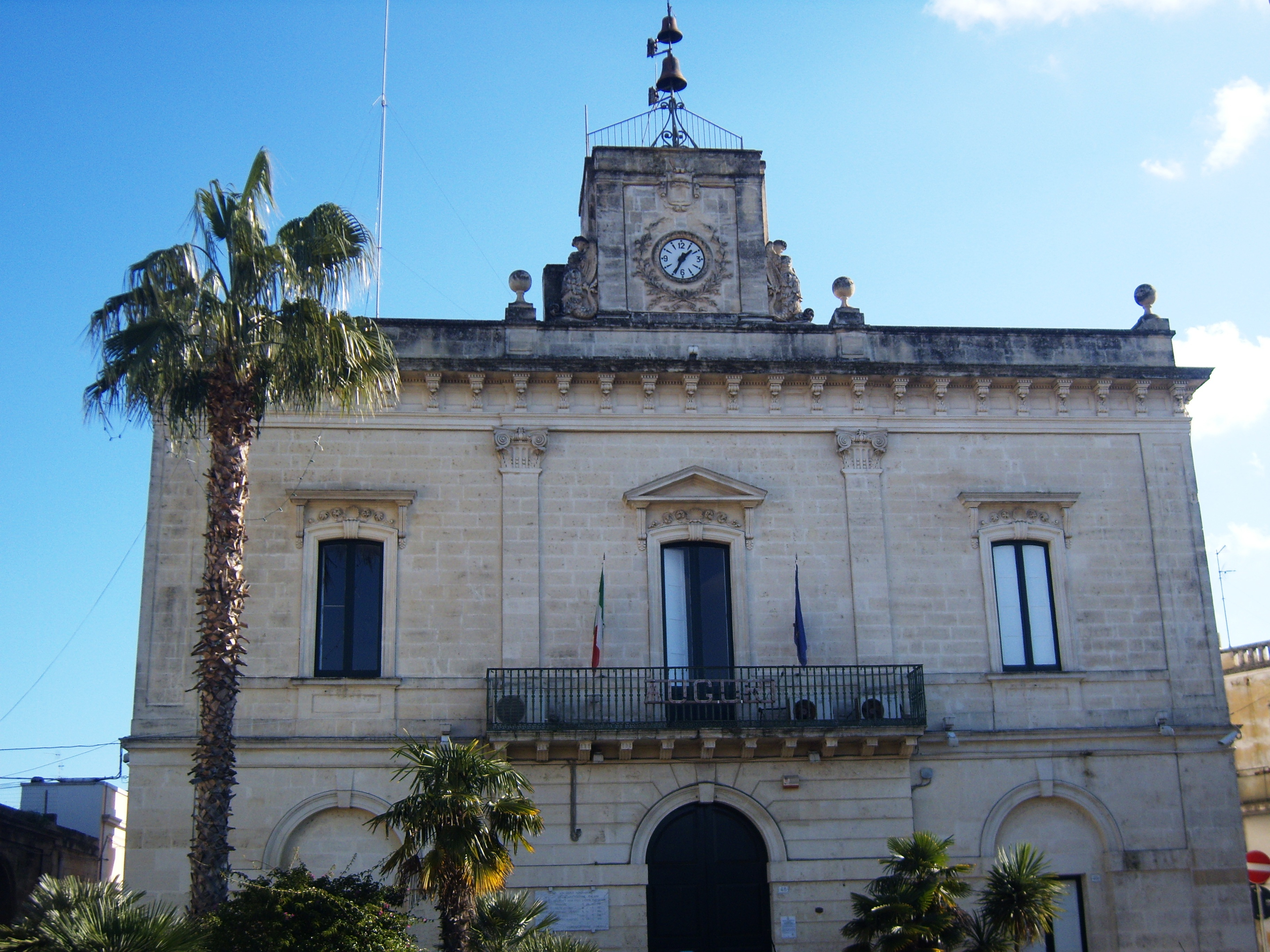
Rathaus von Lizzanello